# Rue des Dentelles
La rue des Dentelles (en alsacien : Spitzegass) est une rue de Strasbourg.

## Situation et accès
Elle est située à l'entrée du quartier touristique de la Petite France. Elle va de la place Benjamin-Zix à la rue de la Monnaie. C'est une rue piétonne.

## Origine du nom
Dans la rue des Dentelles, comme dans la petite rue des Dentelles, il n'y a jamais eu de dentellières. Ces voies doivent leur nom à la corruption du mot allemand Spitze (pointe) employé à propos de l'angle que formaient ces deux rues le long de l'Ill et du fossé des Tanneurs, comblé depuis.

## Historique
Son existence est attestée depuis le XIIIe siècle. Les maisons proches de la rivière étaient principalement des tanneries qui trouvaient là l'eau nécessaire à leur activité.
La voie a porté principalement des noms allemands, plus tard un français:
- Vicus zu der Spizzen (1233)
- Vicus dictus zur Spizzen (1312)
- Spizzengasse (1336)
- Rindeszagelgasse (1336)
- Rindesgasse (1391)[2]
- Spitzengaß (1594 à 1800)[4]
- rue du Vengeur (1794)[2]
- rue des Dentelles 1801[4]
- rue des Dentelles (1817)[2]
- Spitzen-Gasse (1817)[2]
- rue des Dentelles (1856)
- Grosse Spitzengasse (1870)
- rue des Dentelles (1918)
- Grosse Spitzengasse (1940)
- rue des Dentelles (1945)[2]

La dénomination Grosse Spitzengasse permet de la distinguer de la Kleine Spitzengasse, aujourd'hui petite rue des Dentelles.

Vues d'artistes.
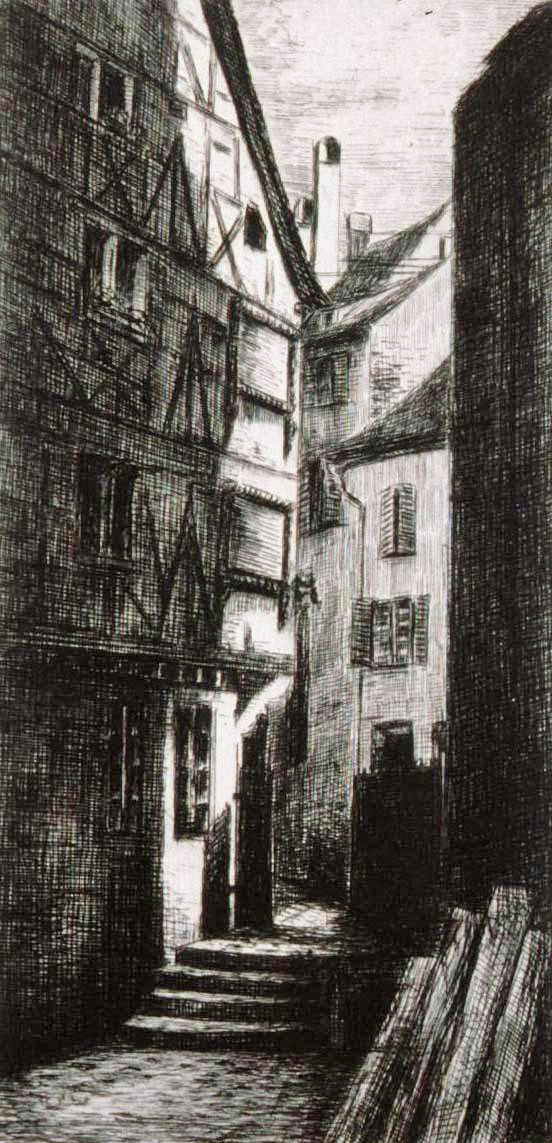
Élise Gérold (1870).
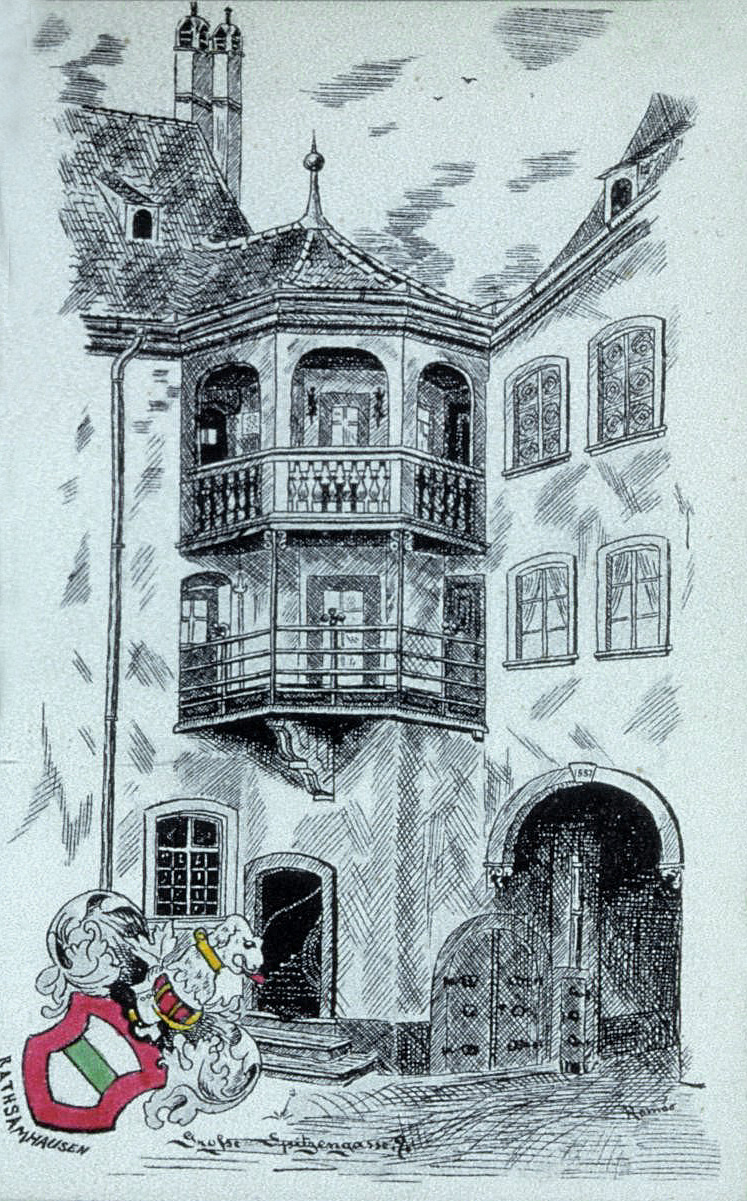
Romeo (1902).

## Bâtiments remarquables et lieux de mémoire
- no 1 : La maison date du XVIe ou XVIIe siècle. Son rez-de-chaussée a été refait, la porte est datée de 1747[5].
- no 2 : L'édifice date du XVe siècle, mais l'étage supérieur a été modifié au XVIIIe siècle. Le millésime 1589 est visible dans la cour[1].
- no 3 : Datée de 1833, la maison porte un emblème de tonnelier[5].
- no 5 : La porte est de 1597, mais la maison a été remaniée[5].
- no 6 : Cette maison Renaissance dotée d'un portail de 1600 a été refaite au XVIIIe siècle[2].
- no 9 : L'hôtel dit de Rathsamhausen a été construit au XVIe siècle. De cette époque il ne subsiste que les deux tours avec escaliers en vis et les colonnes supportant des arcs modernes. La demeure est acquise par les Rathsamhausen en 1629 et modernisée en 1768 pour un fabricant de tabac qui fait élargir les portes cochères et refaire les fenêtres[5].
Les façades sur cour avec tourelles d'escalier, arcades et porte d'entrée font l'objet d'une inscription au titre des monuments historiques depuis 1929[6].
- no 10 : Formant l'angle avec l'impasse des Dentelles, richement sculpté, cet immeuble à colombages porte les initiales H. S. du tanneur Hans Schenk et le millésime 1565[1]. La façade, les toitures et l'escalier font l'objet d'un classement au titre des monuments historiques depuis 1927[7].
- no 11 : À l'angle de la rue Escarpée, cette maison construite au XVIIe siècle a appartenu à des menuisiers pendant plus de 250 ans[8].
- no 12 L'imposante façade de cet édifice, construit par le tanneur huguenot Benjamin Bury[9],[4],[10] en fusionnant cinq maisons et deux cours. Reconstruit sous la Restauration[4], se caractérise par 17 travées de baies[2]. Elle est interrompue au centre par un pavillon légèrement saillant, coiffé d'un fronton triangulaire. Le portail s'ouvre dans un mur appareillé en refends plats[1].

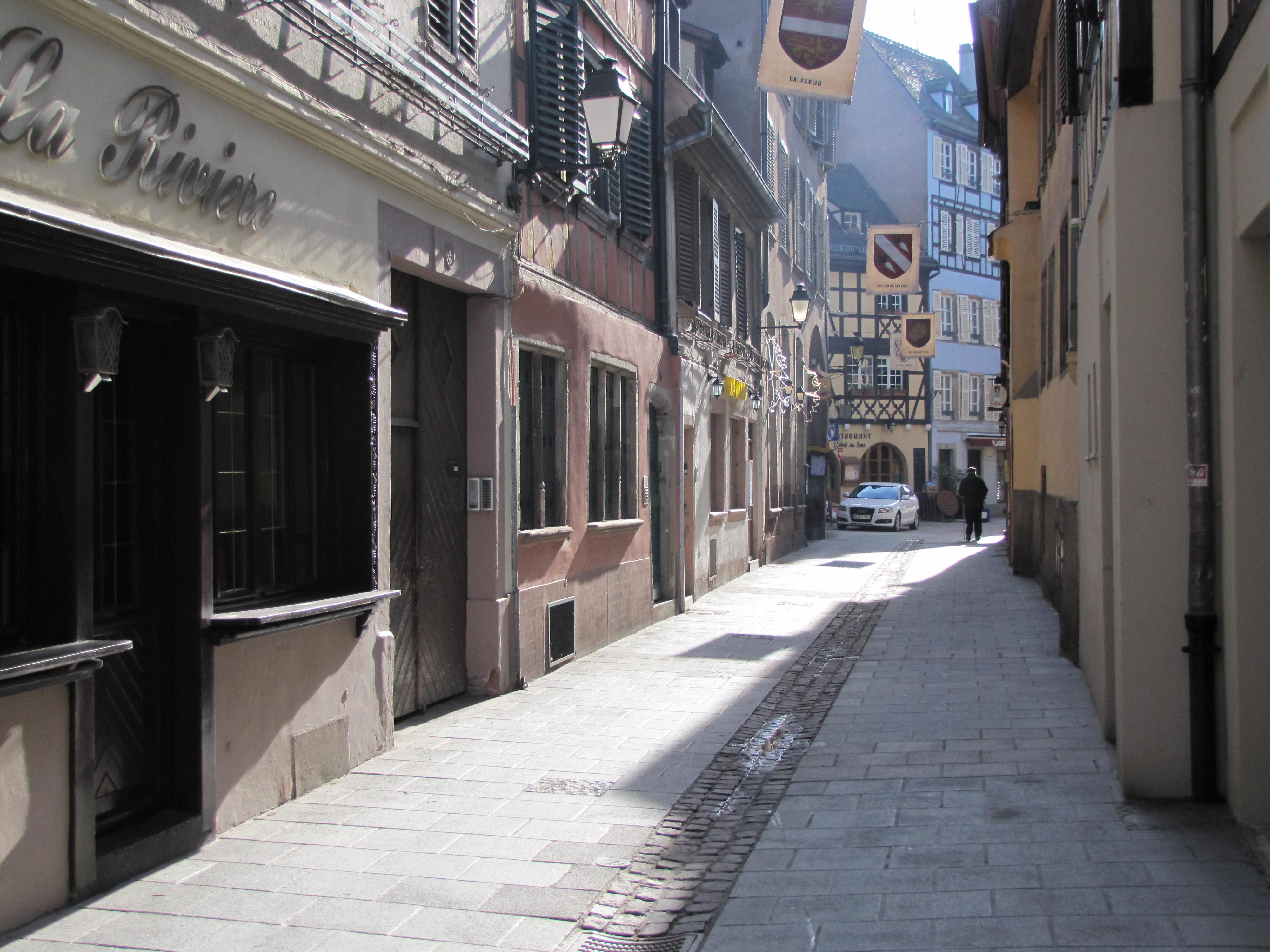
Rue des Dentelles (2010).
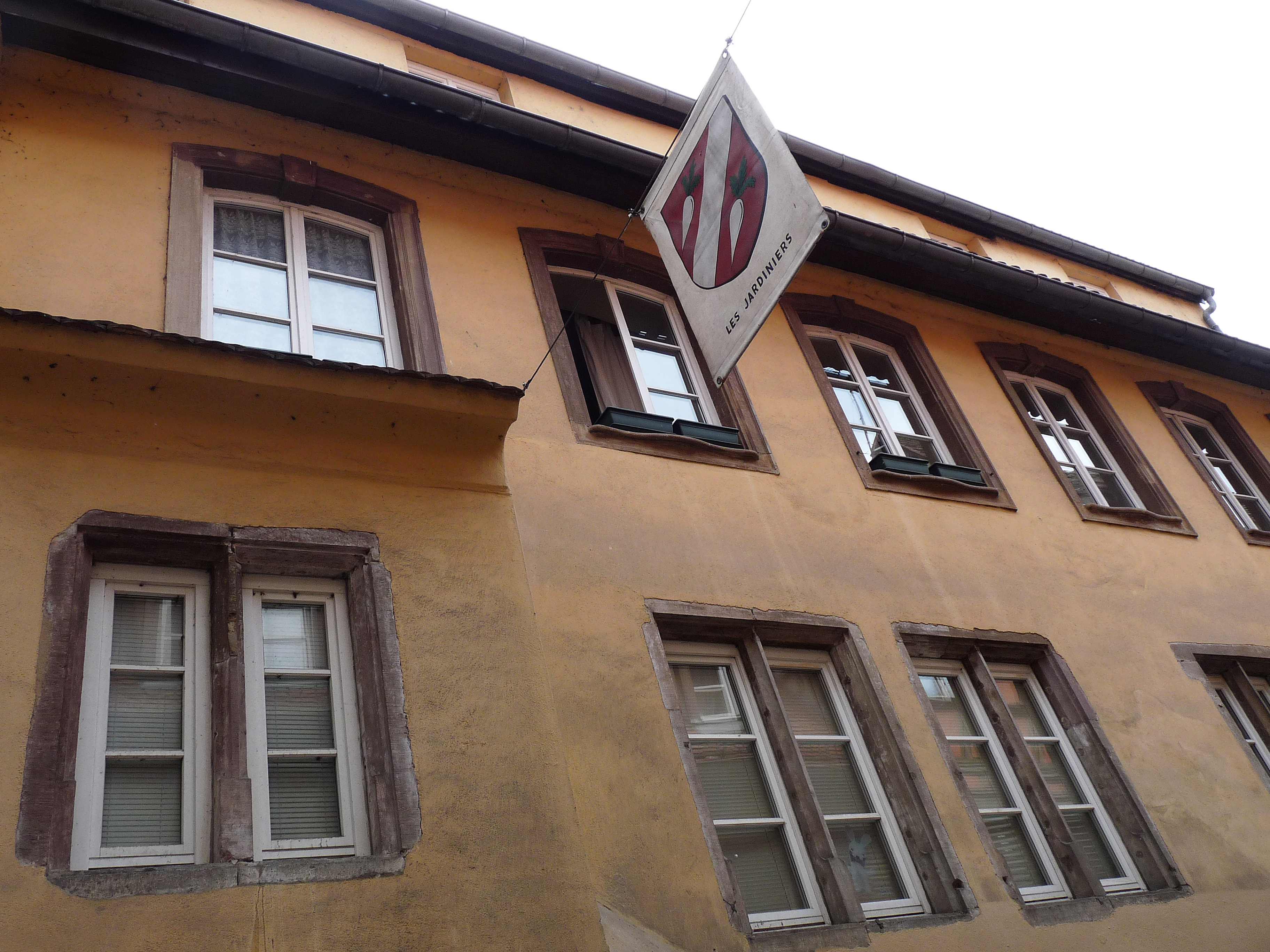
Fenêtres du no 2.
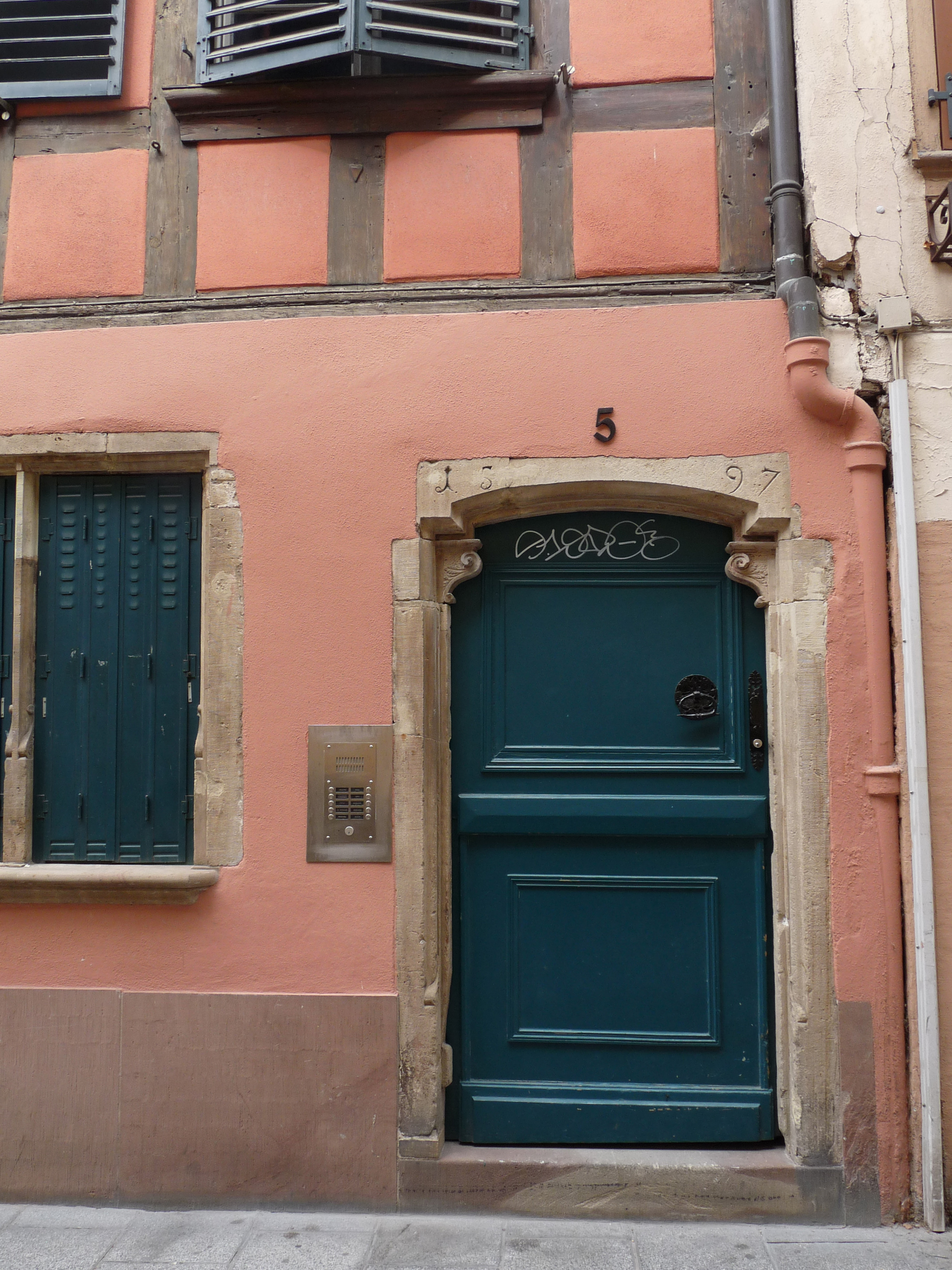
Porte Renaissance de 1597 au no 5.
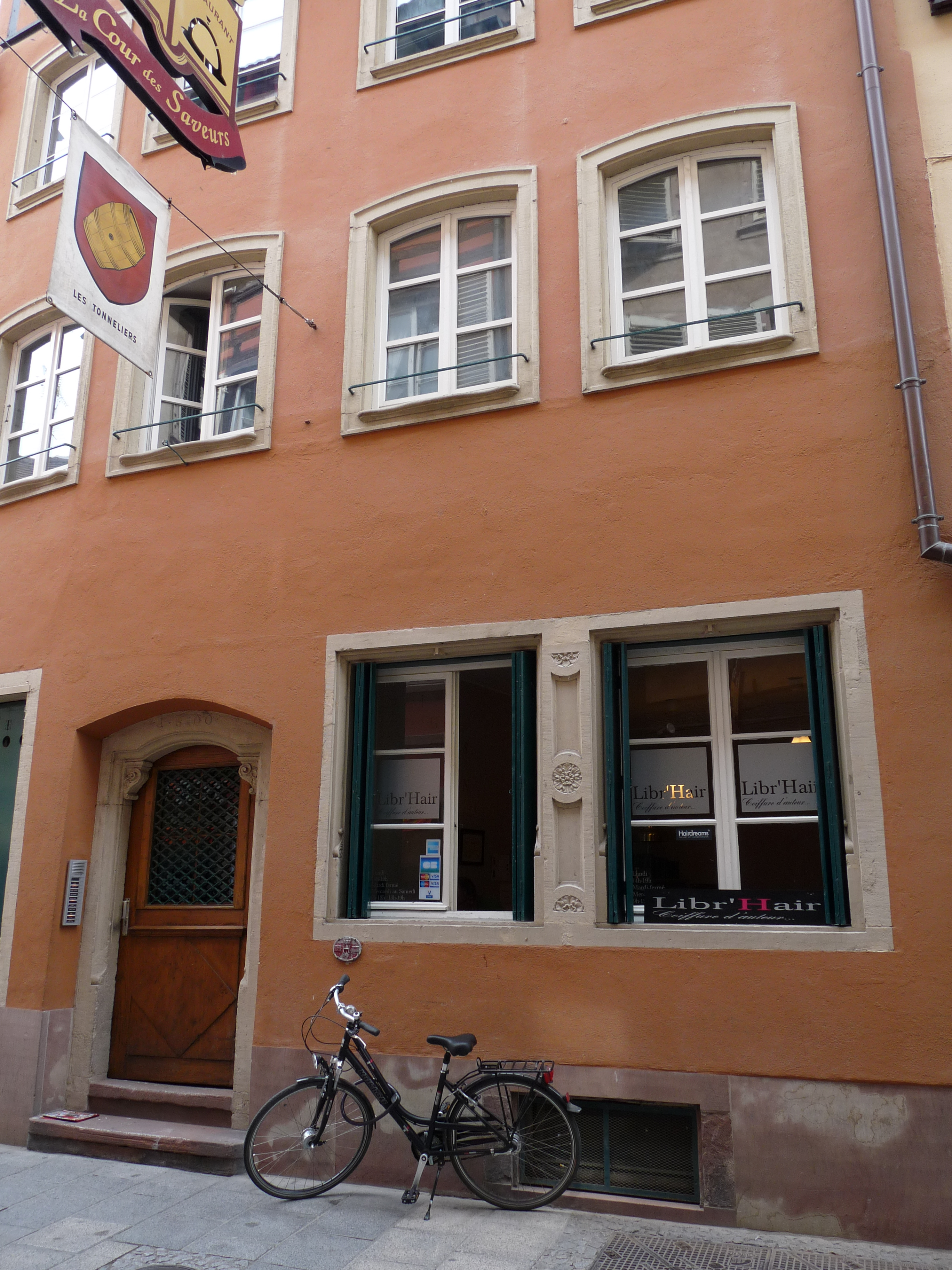
Porte Renaissance de 1600 au no 6.
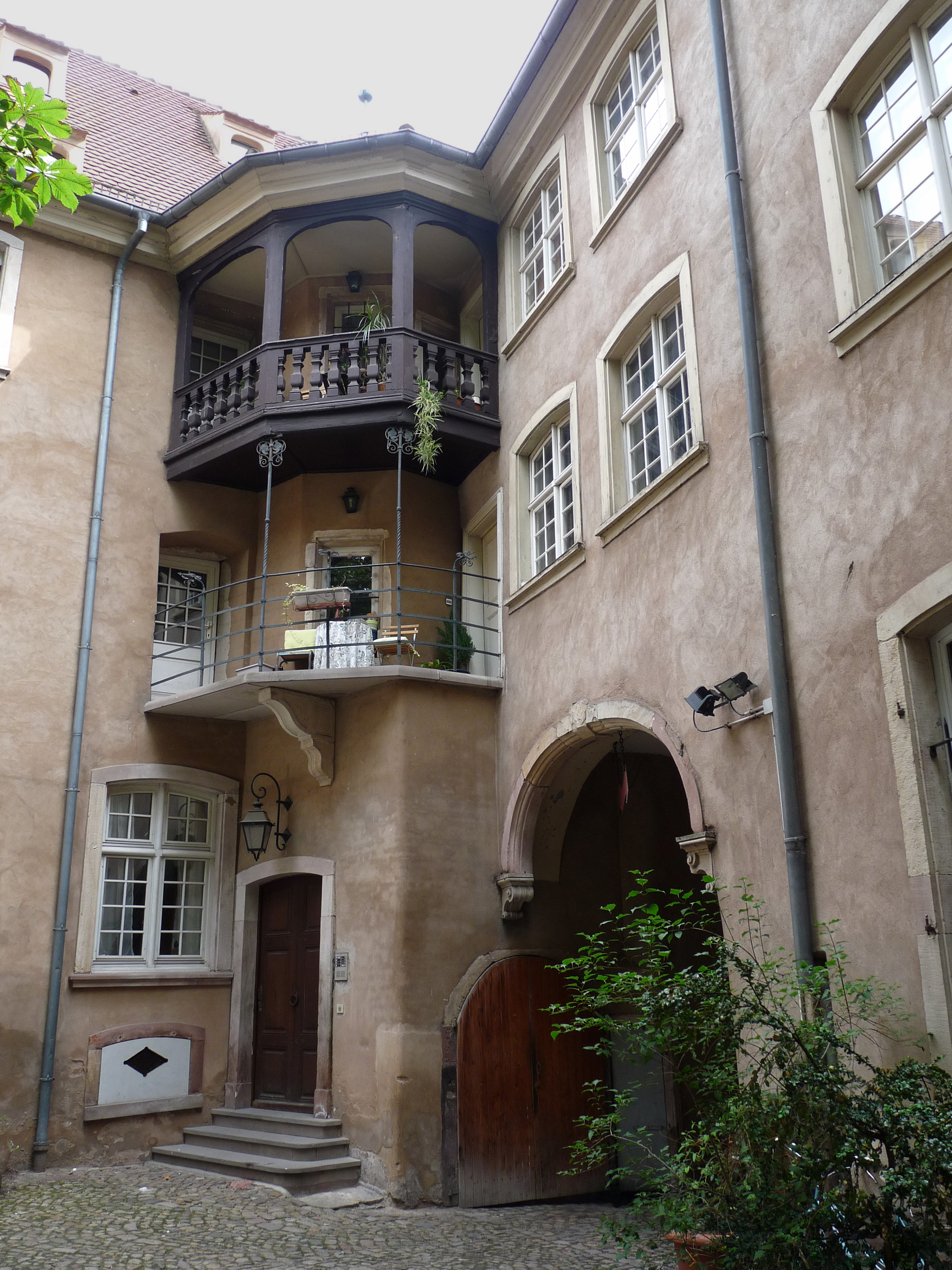
Ancien hôtel de Rathsamhausen au no 9.
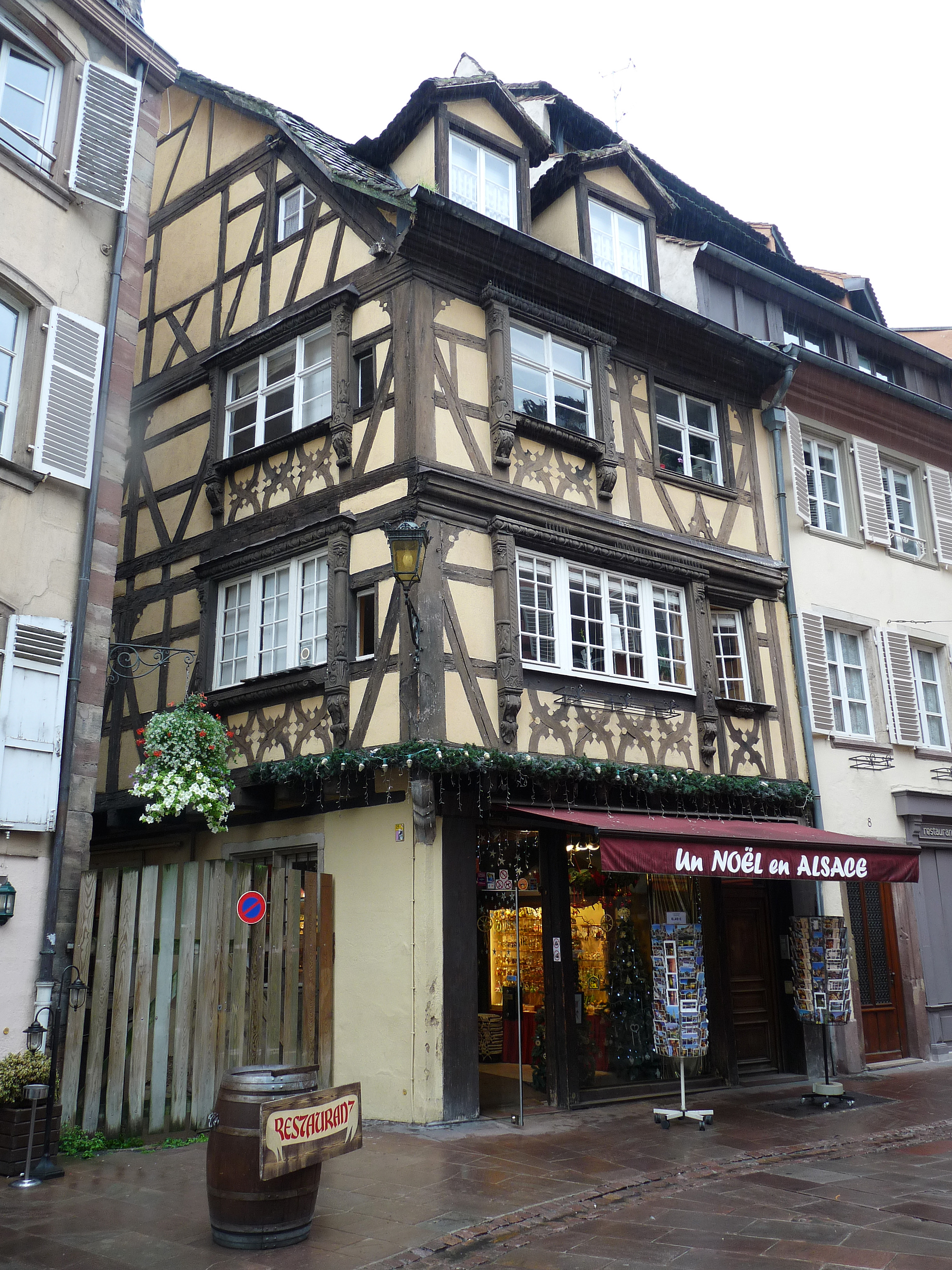
Maison à colombages de 1565 au no 10.
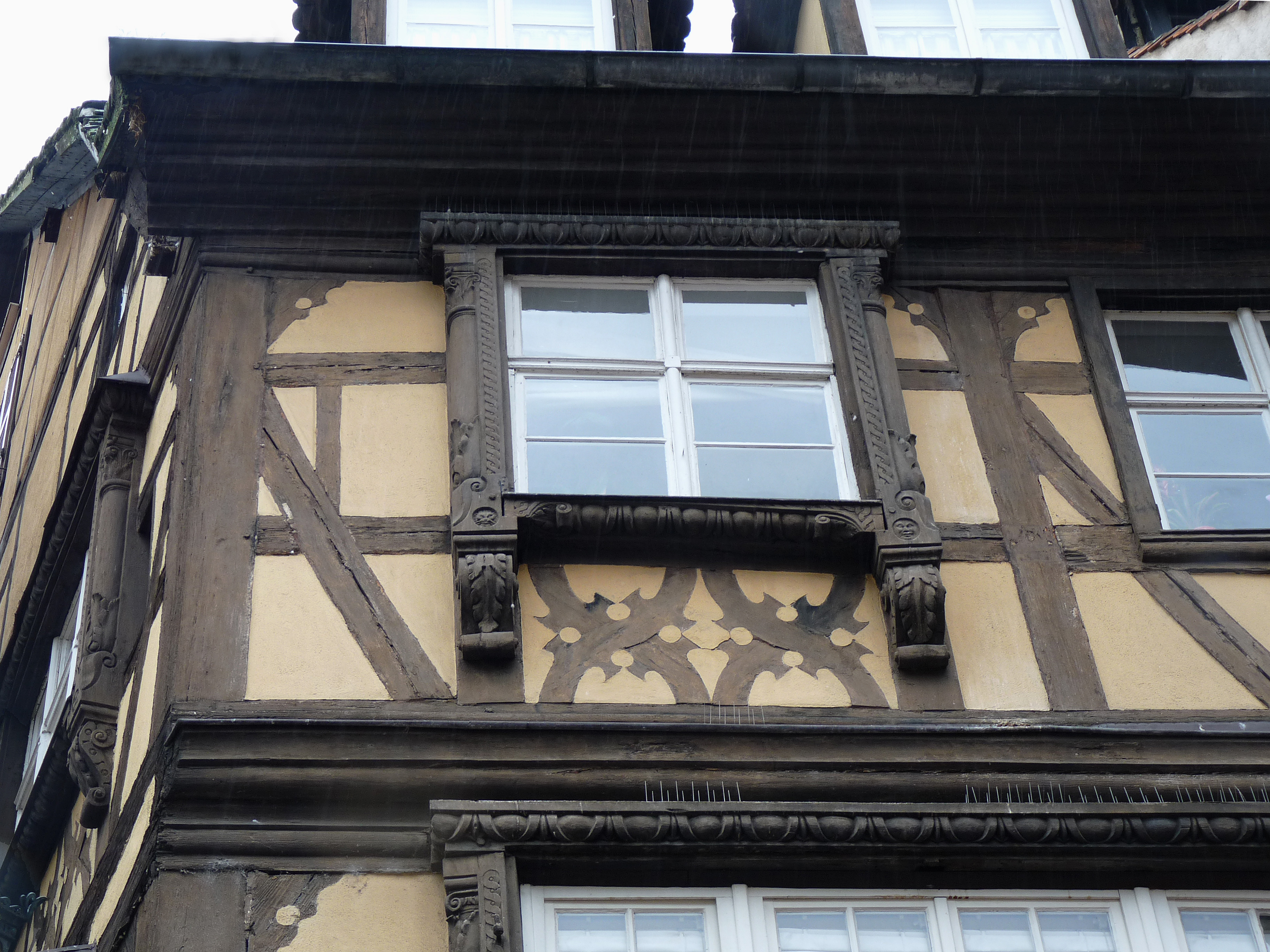
Fenêtre au no 10.
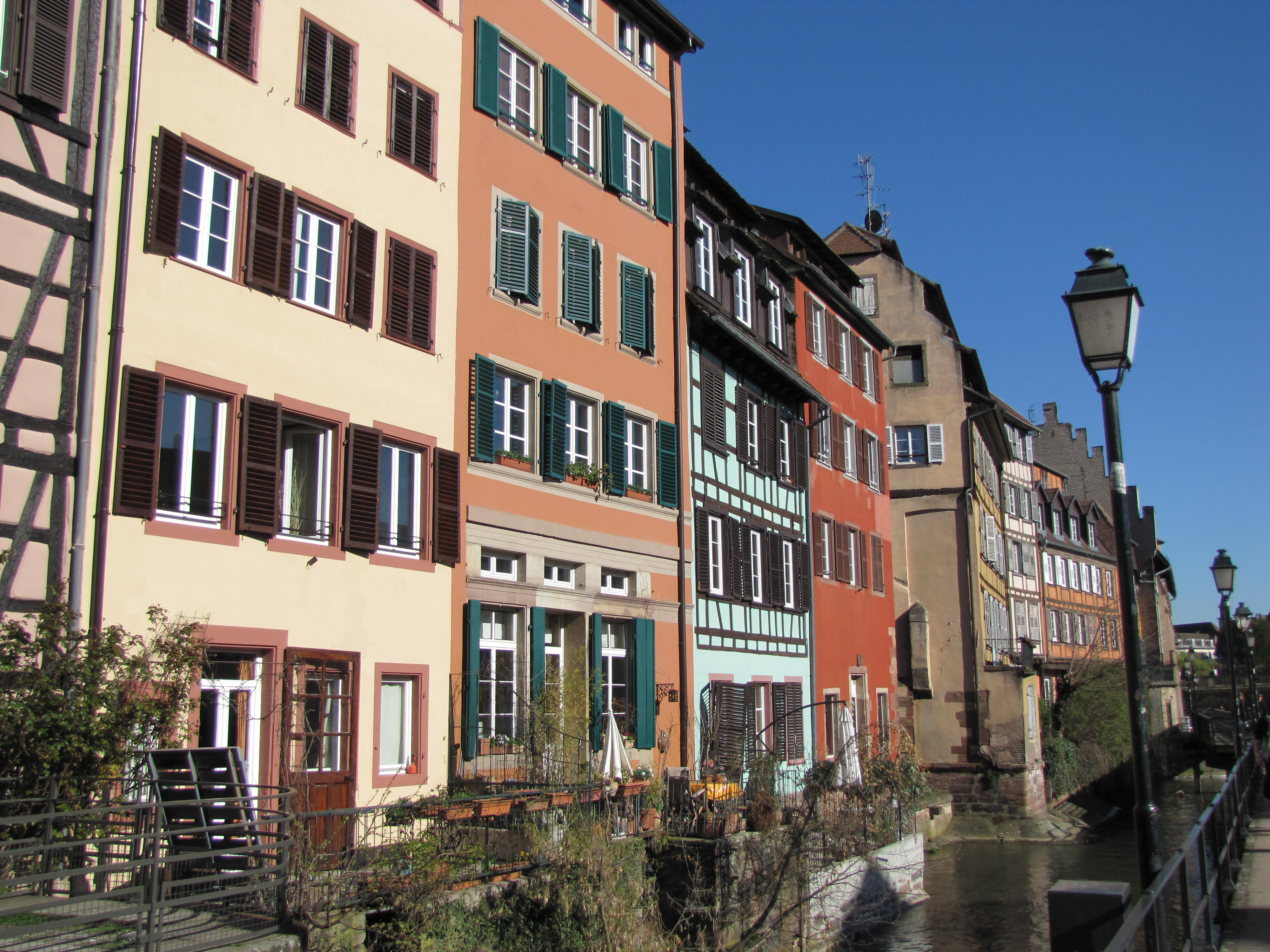
Façades sur rivière, no 4 - 12 rue des Dentelles (2010).
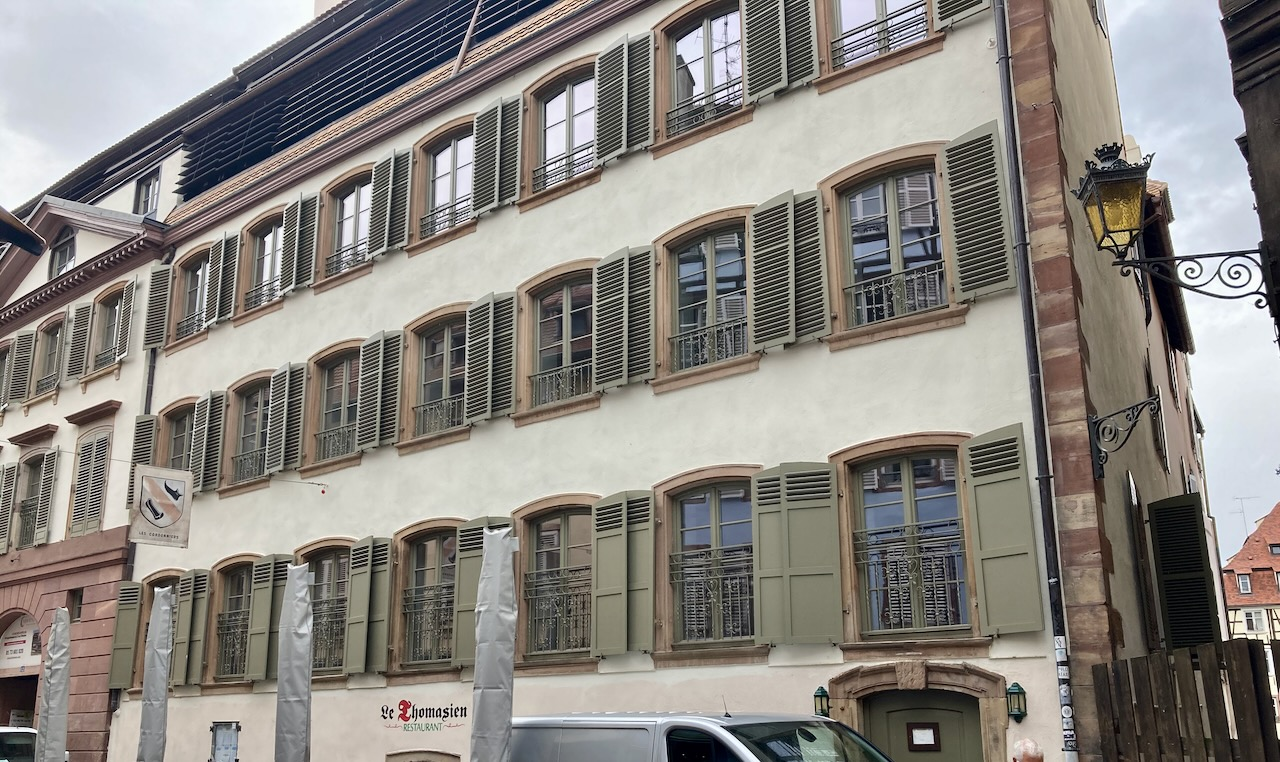
Ancienne tannerie huguenote Bury, 12 rue des Dentelles
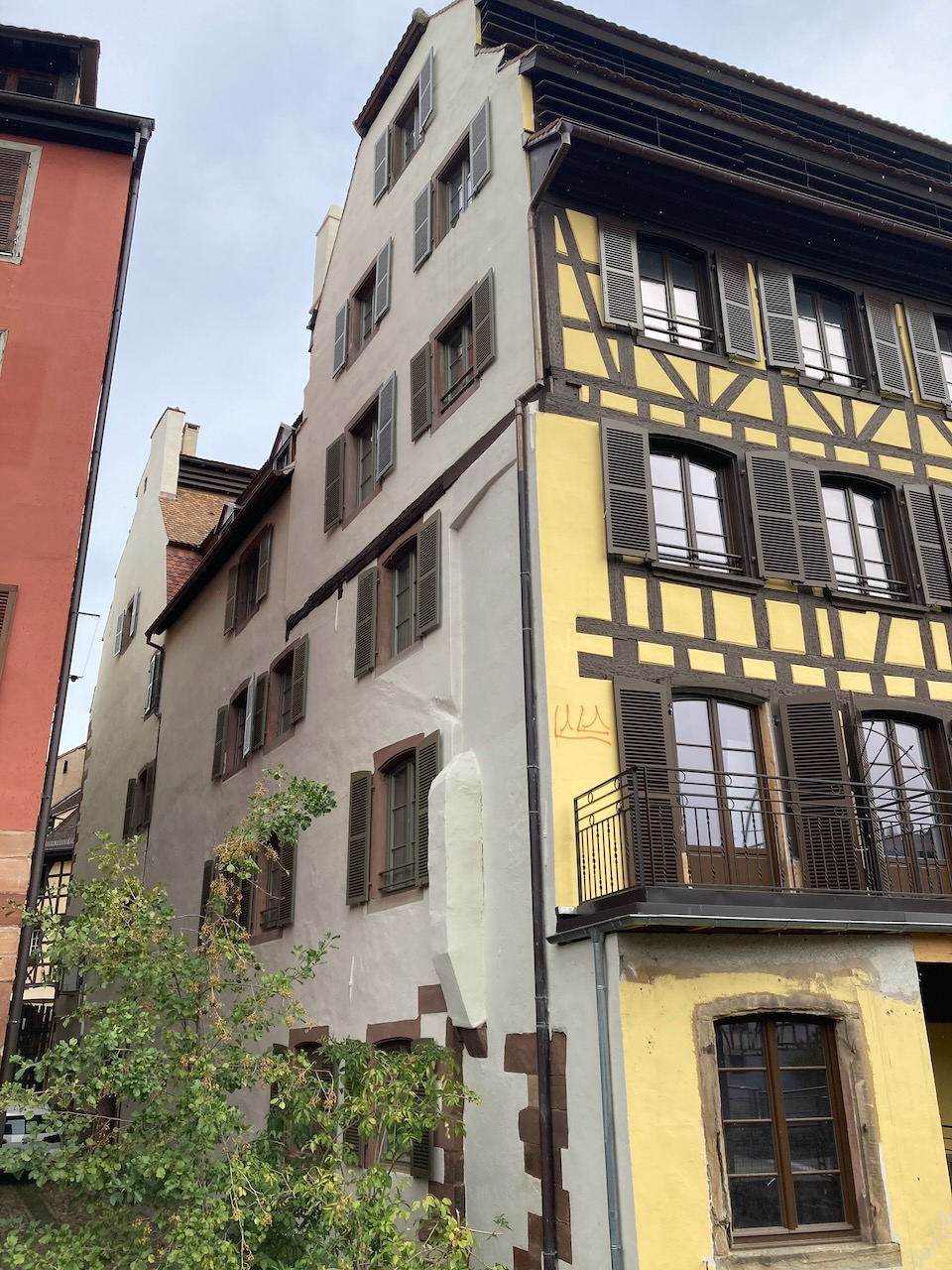
Ancienne tannerie huguenote Bury, no 12 rue des Dentelles (2022)
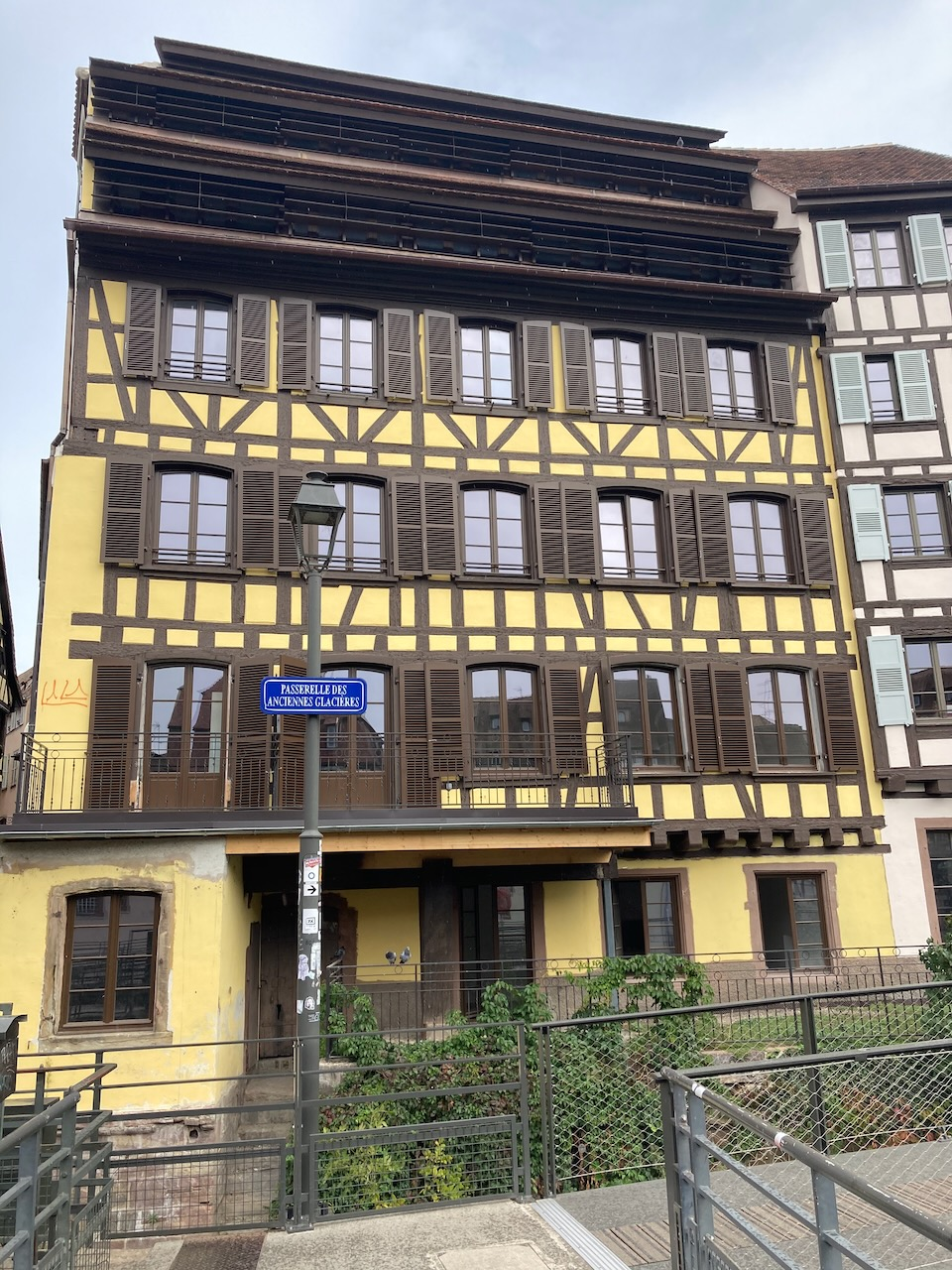
Ancienne tannerie huguenote Bury[10] (2022).
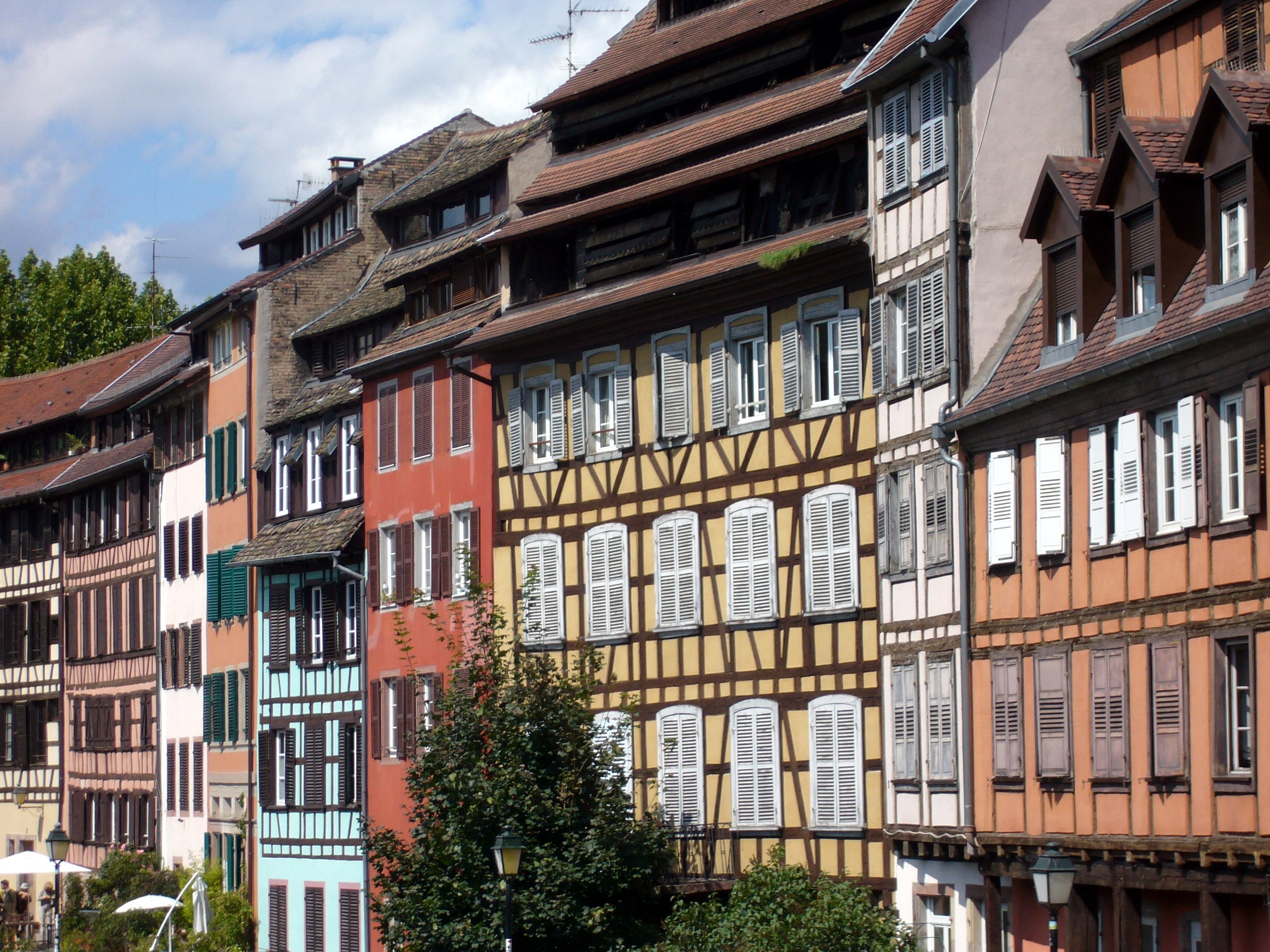
Façades sur rivière, no 4 - 12 rue des Dentelles (août 2007).